# Lykkens Drømme
Lykkens Drømme (originaltitel Déclassée) er en amerikansk stumfilm fra 1925 instrueret af Robert G. Vignola.

## Medvirkende
- Corinne Griffith som Lady Helen Haden
- Lloyd Hughes som Ned Thayer
- Clive Brook som Rudolph Solomon
- Rockliffe Fellowes som Bruce Haden
- Lilyan Tashman som Leslie
- Hedda Hopper som Wildering
- Bertram Johns som Emmett Wildering
- Gale Henry som Timmins